# صفرآباد (میان‌دورود)
صفرآباد یک روستا در ایران است که در شهرستان میاندورود استان مازندران واقع شده‌است. صفرآباد ۸۵ نفر جمعیت دارد.

## جمعیت
این روستا دردهستان کوهدشت شرقی قرار دارد و براساس سرشماری مرکز آمار ایران در سال ۱۳۸۵، جمعیت آن ۸۵ نفر (۱۹ خانوار) بوده‌است.